# Juliette Contandriopoulos
Juliette Contandriopoulos (9 de marzo de 1922- 27 de febrero de 2011) fue una botánica francesa. Realizó actividades académicas como profesora de la Universidad de Marsella y especialista en vegetales del Mediterráneo Oriental.
Fue investigadora en el "Laboratorio de Citogenética", de la Universidad de Marsella; y terminada la obra de su doctorado se inclinó por los estudios de citotaxonomía, ciencia que establece la identificación sobre la base de las características cromosómicas.
Estableció relación con investigadoras e investigadores de varios países. Una de las colaboraciones más sólidas fue la que mantuvo con María de los Ángeles Cardona.

## Algunas publicaciones
- juliette Contandriopoulos, pierre Quézel. 1974. A propos de l'étude caryologique de quelques Pinguicula de Grèce et de Turquie, et en particulier du complexe Pinguicula hirtiflora Ten. Volumen 1 de Revue de biologie et d'écologie méditerranéenne. Ediciones de l'Université, 6 p.

- pierre Quézel, juliette Contandriopoulos, adil Pamukçuoǧlu. 1971. Campanulacées nouvelles du pourtour méditerranéen oriental. Annales de l'Universite de Provence-Sciences. 9 p.

### Libros
- maria àngels Cardona i Florit, juliette Contandriopoulos. 1979. Endemism and evolution in the islands of the Western Mediterranean. Editor Acad. Pr. 37 p.

- juliette Contandriopoulos, claude Favarger. 1974. Problemes posés par l'endemisme en méditerranée, v. 23 de Travaux de l'Institut de Botanique de l'Université de Neuchâtel, Institut de Botanique.

- --------------------------------. 1962. Application de la cytotaxinomie a l'analyse de l'endémisme Corse. 19 p.

- --------------------------------. 1962. Recherches sur la flore endémique de la Corse et sur ses origines. Annales de la Faculté des sciences de Marseille. Ed. Impr. Louis-Jean, 354 p.

- claude Favarger, juliette Contandriopoulos. 1961. Essai sur l'endémisme. Volumen 9 de Travaux de l'Institut de Botanique de l'Université de Neuchâtel, Institut de Botanique. Editor Büchler, 25 p.

- --------------------------------, claude Favarger. 1959. Existence des races chromosomiques chez Chrysanthemum alpinum L.: leur répartition dans les Alpes. Volumen 7 de Travaux de l'Institut de Botanique de l'Université de Neuchâtel, Institut de Botanique. Editor Librairie Gén. de l'Enseignement, 17 p.

## Honores
Miembro correspondiente
- Proyecto de Estudio de la flora y la vegetación de Córcega, en sus diversos aspectos[4]
- La abreviatura «Contandr.» se emplea para indicar a Juliette Contandriopoulos como autoridad en la descripción y clasificación científica de los vegetales.[5]